# Daniel Brottier
Blahoslavený Daniel Brottier, CSSp (7. září 1876 La Ferté-Saint-Cyr – 28. února 1936 Paříž) byl francouzský římskokatolický kněz, člen kongregace Svatého Ducha a misionář. Katolická církev jej uctívá jako blahoslaveného.

## Život

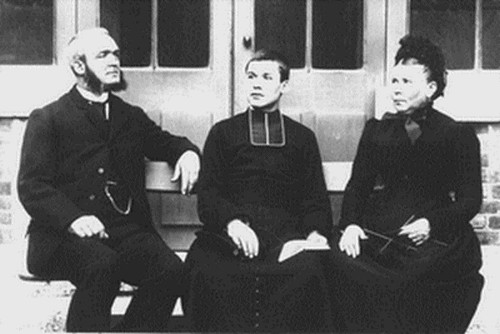
Fotografie bl. Daniela (uprostřed) a jeho rodičů před jeho cestou do Senegalu

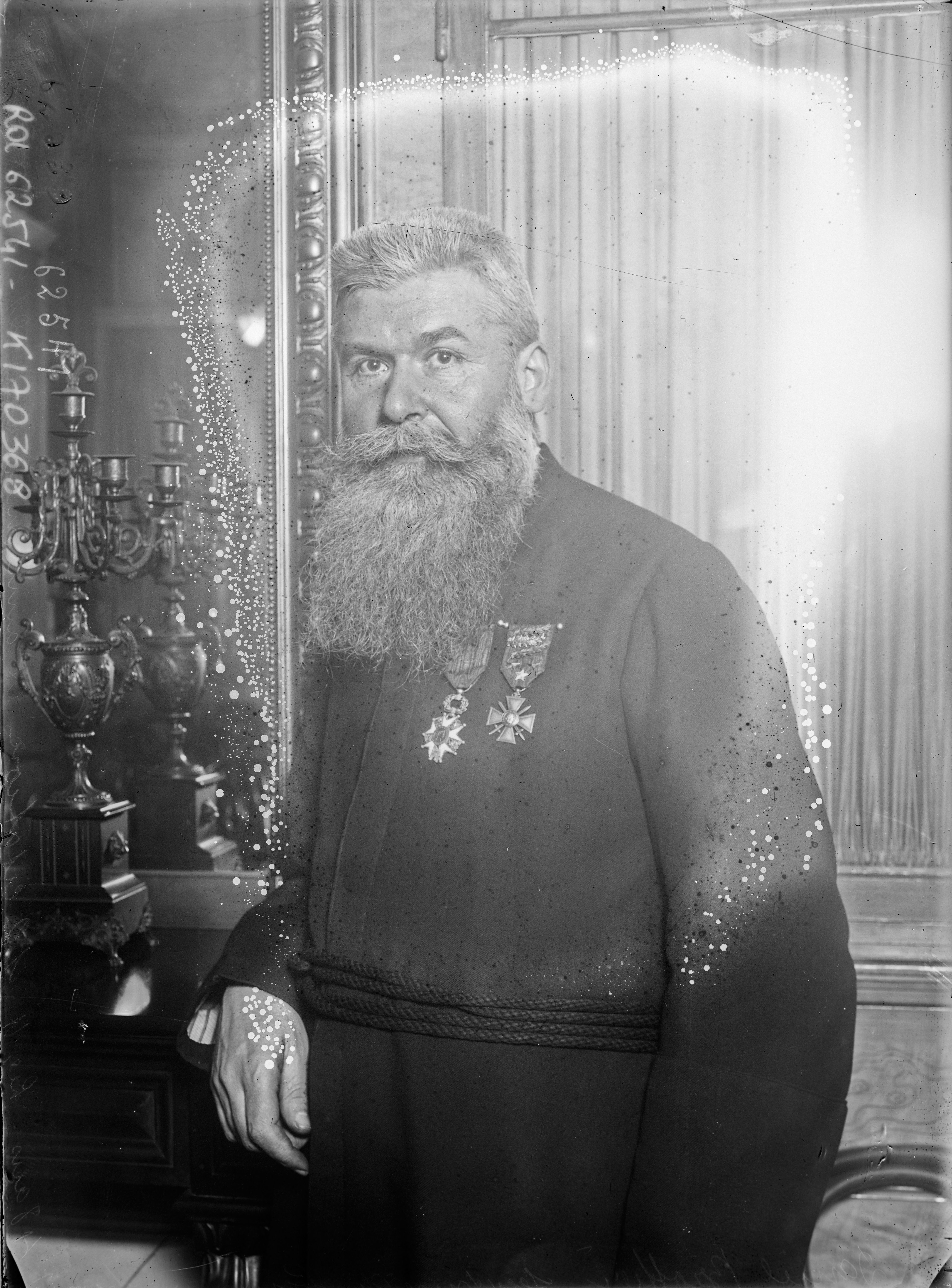
Fotografie z roku 1920

### Dětství a mládí
Narodil se ve vesnici La Ferté-Saint-Cyr dne 7. září 1876. Jeho rodiči byli manželé Jean-Baptiste Brottier a Herminie rozená Bouthe. Ve svých 10 letech přijal první svaté přijímání. Po dokončení studia absolvoval ve věku 20 let roční vojenskou službu v Blois.

### Misie
Na kněze byl vysvěcen dne 22. října 1899. Poté učil tři roky na jedné střední škole.
Toužil se stát misionářem. Roku 1902 požádal o vstup do kongregace Svatého Ducha. Po dokončení noviciátu byl poslán do města Saint-Louis v Senegalu, kam roku 1903 dorazil.
Ihned po svém příjezdu se pustil do práce. Staral se o studenty a založil centrum pro dětskou péči Jeho zdraví však trpělo změnou klimatu a roku 1906 byl nucen odcestovat zpět do Francie na šestiměsíční rekonvalescenci, po které se do Senegalu opět vrátil. Roku 1911 byl však nucen kvůli svému zdraví odcestovat do Francie natrvalo.
Po svém návratu byl biskupem a apoštolským vikářem Senegalu Hyacinthem Jalabertem pověřen, aby vedl sbírku na stavbu katedrály v Dakaru. Této sbírce se věnoval s přestávkou kvůli první světové válce až do roku 1923.

### Služba během první světové války
Po vypuknutí první světové války se dobrovolně přihlásil do francouzské armády jako vojenský kaplan. Po dobu celé války pracoval na frontě, avšak nikdy nebyl zraněn. To pokládal za zázrak na přímluvu dnes svaté Terezie z Lisieux. Po válce jí proto nechal vystavět v Auteuil kapli. Za svoji službu v armádě byl oceněn několika řády a vyznamenáními.

### Práce v sirotčinci
V listopadu 1923 požádal pařížský arcibiskup kardinál Louis-Ernest Dubois kongregaci, jehož byl členem, aby převzala správu jednoho pařížského sirotčince. Spolu s jiným knězem v sirotčinci pracoval celých 13 let. Snažil se, aby zde měli sirotci co největší komfort.

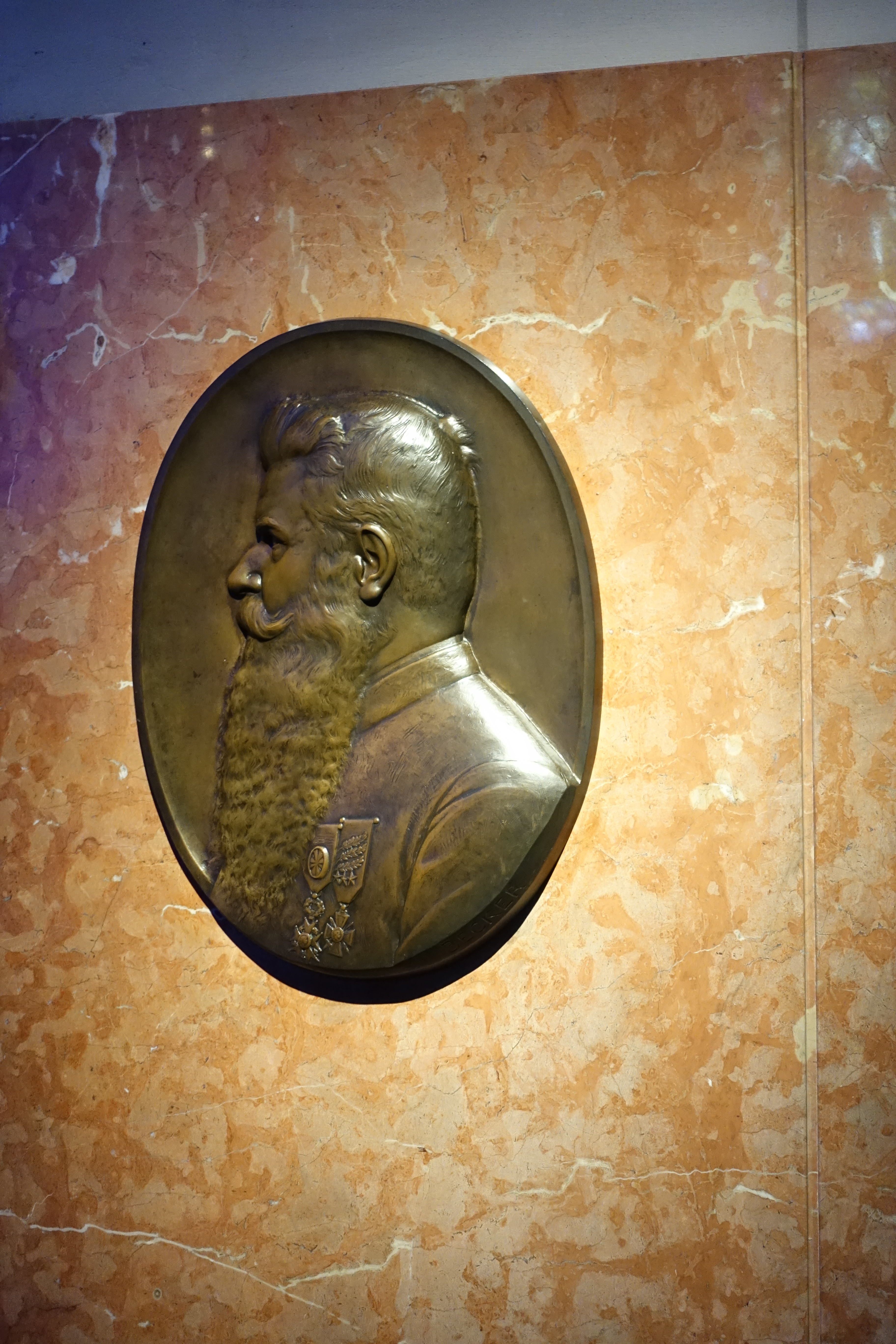
Hrobka bl. Daniela v Auteuil

### Smrt
Zemřel dne 28. února 1936 v nemocnici svatého Josefa v Paříži. Jeho pohřbu se zúčastnilo nad patnáct tisíc lidí. Pohřben byl dne 5. dubna 1936 v kapli sv. Terezie z Lisieux v Auteuil, jejíž stavbu inicioval.

## Úcta
Za ctihodného byl prohlášen papežem sv. Janem Pavlem II. dne 13. ledna 1983. Dne 25. listopadu 1984 jej v bazilice sv. Petra ve Vatikánu stejný papež blahořečil. Jeho svátek je slaven 28. února.